# О’Доннелл, Кейр
Кир О'Доннелл (англ. Keir O'Donnell, род. 8 ноября 1978 года) — австралийско-американский актер.

## Биография
О'Доннелл учился в средней школе в Бромфилде и принимал участие в многочисленных постановках как на фестивалях, так и в общественном театре. В 1996 году он был удостоен актерской стипендии Гильдии драматургов средней школы Массачусетса. После окончания школы он поступил в первый класс недавно созданной четырехлетней консерватории классического театрального мастерства при школе Хартта в Хартфорде, штат Коннектикут. Театральная школа Хартта была основана Малкольмом Моррисоном и Аланом Рустом (Школа искусств Северной Каролины). В школе Хартта он играл во многих пьесах, включая «Три сестры», «Лисистрата», «Двенадцатая ночь», «Филадельфия, я иду», и сыграл Ромео в «Ромео и Джульетта». Он окончил школу в 2000 году и был принят в региональный театр Hartford Stage Co, где он появился в «Макбете» и «Рождественской песне». Осенью 2001 года он получил главную роль в американской премьере фильма Морица Ринке «Мужчина, который еще никогда не видел женской наготы» в театре Одиссей в Западном Лос-Анджелесе.
После нескольких студенческих и независимых фильмов О'Доннелл получил роль Тодда Клири в фильме «Незваные гости». Вскоре Винс Вон пригласил О'Доннелла присоединиться к нему в его комедийном турне по Дикому Западу, которое за 30 дней охватило 30 городов по всей стране. О'Доннелл появлялся на сцене вместе с Воном в качестве специального гостя, исполняя импровизационные сценки. 
В 2002 году он сыграл роль Тодда Джарвиса в фильме «Сплат!», трудного подростка, который играл в пейнтбол, чтобы помочь ему добиться успеха. О'Доннелл вновь объединился с Воном в фильме «Развод по-американски». О'Доннелл снялся в инди-комедии «Хлопья» с Зои Дешанель, премьера которой состоялась в 2007 году на кинофестивале South By Southwest. О'Доннелл также снялся в фильме Генри Бина «Шум», который был показан на кинофестивале в Торонто в 2008 году. Он появился в роли злодея Века Симмса в фильме "Пол Бларт: полицейский из торгового центра" и появился в романтической комедии 2010 года «Однажды в Риме» с Кристен Белл и Джошем Дюамелем.
О'Доннелл снимался в сериалах «Остаться в живых», «C.S.I.: Место преступления», «Ищейка», «Такая разная Тара», «В Филадельфии всегда солнечно», «Фарго» и «Легион». 